# Simon Lundin (kantor)
 Simon Bernard Lundin, född 23 april 1887 i Bredaryds församling, Jönköpings län, död 8 oktober 1947 i Växjö, Kronobergs länvar en svensk kantor och klockare i Växjö församling. Lundin var den siste klockaren och kantorn vid Växjö domkyrka.

## Biografi
Lundin utbildade sig vid Bush Conservatory of Music i Chicago, USA och tog där sånglärardiplom. Han var också utbildad organist och folkskollärare.Lundin blev 1913 kantor och klockare i Växjö församling.
Lundin var tenor och baryton. Han uppträdde ofta som sångsolist i Växjö. Han var medlem i Tegnerska kvartetten. Lundin införde traditionen att kören varje år medverka på gudstjänsterna vid lasarettet i Växjö. De medverkade vid advent, jul och påsk.